# Supercontinent

El supercontinent Pangea

Un supercontinent és l'agrupació de tots els continents de la Terra en un de sol, tal com ha passat diverses vegades en el transcurs de la història geològica del planeta, abans d'arribar a la configuració actual.
Segons la teoria de la deriva continental, la història geològica de la Terra ha passat per una successió fases en què un supercontinent s'ha fragmentat en diversos continents, els quals després, amb el pas del temps, s'han tornat a unir en un nou supercontinent. I així fins a sis vegades successives, passant pel que s'anomena cicle supercontinental.
- El primer supercontinent que hi va haver fou Ur. És la primera terra emergida de les aigües i s'anomenà supercontinent perquè era l'únic, malgrat que tenia una grandària força reduïda. Es va formar ara fa uns 3.000 milions d'anys.

- Després va venir Kenorlàndia, format ara fa uns 2.450 milions d'anys. Algunes de les seves plaques són precursores de les actuals.

- El següent fou Colúmbia, una massa continental formada ara fa uns 1.800 milions d'anys, que agrupava les plaques americanes, les nord-asiàtiques i l'australiana.

- Rodínia, nom que deriva d'una paraula russa que vol dir 'pàtria', va formar-se fa uns 1.000 milions d'anys. Es va trencar en vuit trossos diferenciats que es van tornar a unir a causa dels corrents, el magnetisme i l'acció de la tectònica de plaques.

- Aquesta nova unió, esdevinguda fa uns 600 milions d'anys, va donar lloc a Pannòcia, d'existència breu, ja que, ben aviat, es va dividir en quatre grans continents: Laurència, Bàltica, Sibèria i Gondwana.

- Els continents citats es van unir tot creant Pangea, el supercontinent en forma de C que -després de tornar-se a trencar- va originar els continents actuals.

- Els científics creuen que els continents presents poden evolucionar cap a un futur setè supercontinent. Se l'anomena Pangea Ultima o Amàsia, segons dues possibles configuracions que podria tenir, en funció de la direcció que les plaques acabin prenent.